# منتخب الأرجنتين للكريكت

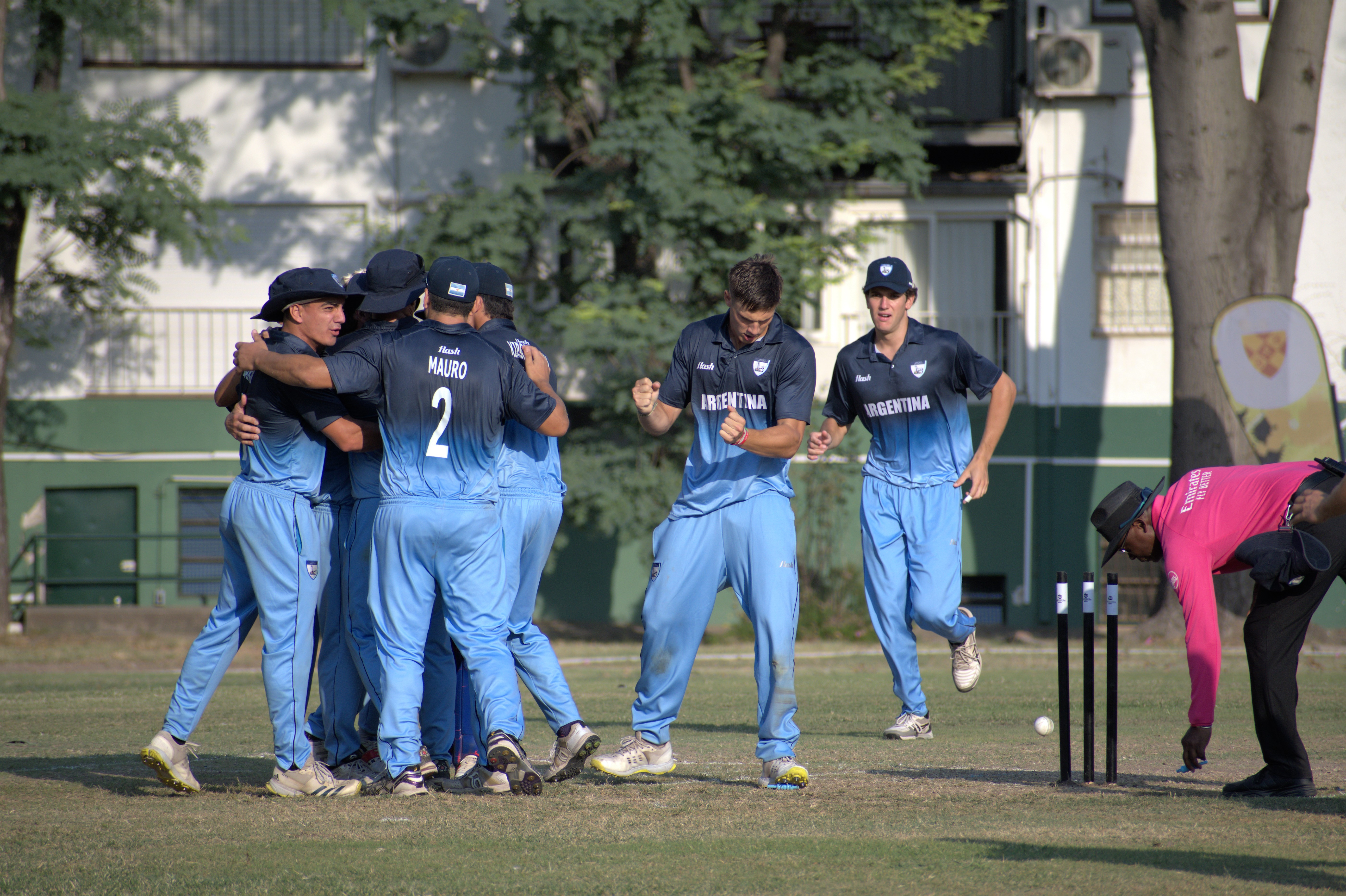
لاعبو منتخب الأرجنتين للكريكت خلال مباراة ضد جزر كايمان ضمن تصفيات كأس العالم T20 لعام 2023.

منتخب الأرجنتين الوطني للكريكت (بالإسبانية: Selección de críquet de Argentina) هو ممثل الأرجنتين الرسمي في المنافسات الدولية في الكريكت .